# Рајчићи (Новска)
Рајчићи (Голеш до 1949) су насељено место у саставу града Новске, у западној Славонији, Република Хрватска. Удаљено је 19 километара од центра Новске, из смера Рајића и 14 километара од Пакраца, од којег га дели насеље Рађеновци.
У овом селу претежно насељеном Србима је након операције Бљесак (маја 1995) остало да живи само неколико становника. У центру села се некада налазио споменик из Другог светског рата, који је порушен, а остао је православни звоник. Обновљена је само зграда школе, у којој нема ђака, а користи је један приватник као складиште резане грађе.
Северно од села, на коти 427, некада се налазило мање средњовековно или рановековно утврђење Чардачић, од кога нису остали трагови.

## Становништво
Према попису становништва из 2011. године насеље је имало 4 становника. Некадашњи становници Рајчића, данас живе расељени по целом свету, а највише их има у Републици Српској.
| Националност       | 1991. | 1981. | 1971. | 1961. |
| Срби               | 85    |       |       |       |
| Југословени        | 2     |       |       |       |
| остали и непознато |       |       |       |       |
| Укупно             | 87    | 148   | 226   | '     |

| Демографија | Демографија | Демографија |
| Година      | Становника  | Становника  |
| ----------- | ----------- | ----------- |
| 1961.       | 294         |             |
| 1971.       | 226         |             |
| 1981.       | 148         |             |
| 1991.       | 87          |             |
| 2001.       | 10          |             |
| 2011.       |             | 4           |